# Campionato mondiale di scherma 1947
Il Campionato mondiale di scherma del 1947 si è svolto a Lisbona, in Portogallo.
Sono stati assegnati 2 titoli femminili e 6 titoli maschili:
- femminile
  - fioretto individuale
  - fioretto a squadre
- maschile
  - fioretto individuale
  - fioretto a squadre
  - sciabola individuale
  - sciabola a squadre
  - spada individuale
  - spada a squadre

## Risultati

### Uomini
| Evento                          | Oro                                                                                            | Argento                                                                                                | Bronzo |
| Spada                           |                                                                                                | | |
| Spada individuale (dettagli)    | Édouard Artigas                                                                                | Bengt Ljungquist                                                                                       | Raoul Henkaert                                                                                               |
| Spada a squadre (dettagli)      | Francia Édouard Artigas Jéhan Buhan Marcel Desprets Henri Guérin Henri Lepage Michel Pécheux   | Svezia Per Carleson Sven Fahlman Carl Forssell Bengt Ljungquist Sven Thofelt                           | Italia Stefano Allocchio Luigi Cantone Ercole Domeniconi Dario Mangiarotti Edoardo Mangiarotti Saverio Ragno |
| Fioretto                        |                                                                                                | | |
| Fioretto individuale (dettagli) | Christian d'Oriola                                                                             | Manlio Di Rosa                                                                                         | Edoardo Mangiarotti                                                                                          |
| Fioretto a squadre (dettagli)   | Francia André Bonin René Bougnol Jéhan Buhan Christian d'Oriola Adrien Rommel                  | Italia Giancarlo Bergamini Manlio Di Rosa Giuliano Nostini Renzo Nostini Giorgio Pellini Saverio Ragno | Belgio Robert Michiels Paul Valcke André Van De Werve Édouard Yves                                           |
| Sciabola                        |                                                                                                | | |
| Sciabola individuale (dettagli) | Aldo Montano                                                                                   | Georges de Bourguignon                                                                                 | Gastone Darè                                                                                                 |
| Sciabola a squadre (dettagli)   | Italia Gastone Darè Umberto De Martino Carlo Filogamo Aldo Montano Vincenzo Pinton Mauro Racca | Belgio Robert Bayot Georges de Bourguignon Ferdinand Jassogne Édouard Yves                             | Egitto Salah Dessouki Mohamed Abdel Rahman Mahmoud Younes Mohamed Zulficar                                   |

### Donne
| Evento                          | Oro                                                           | Argento                                                                                   | Bronzo                                                                         |
| Fioretto                        |                                                               |                                                                                           |                                                                                |
| Fioretto individuale (dettagli) | Ellen Preis                                                   | Silvia Strukel                                                                            | Louisette Malherbaud                                                           |
| Fioretto a squadre (dettagli)   | Danimarca Karen Lachmann Kate Mahaut Grete Olsen Ulla Barding | Francia Jacqueline Baudot Renée Garilhe Françoise Gouny Alice Karren Louisette Malherbaud | Italia Cleo Balbo Velleda Cesari Elena Libera Alberta Lorenzoni Silvia Strukel |

## Medagliere
| Posizione | Nazione   |   |   |   | Totale |
| --------- | --------- | - | - | - | ------ |
| 1         | Francia   | 4 | 1 | 1 | 6      |
| 2         | Italia    | 2 | 3 | 4 | 9      |
| 3         | Danimarca | 1 | 0 | 0 | 1      |
| 3         | Austria   | 1 | 0 | 0 | 1      |
| 5         | Belgio    | 0 | 2 | 2 | 4      |
| 6         | Svezia    | 0 | 2 | 0 | 2      |
| 7         | Egitto    | 0 | 0 | 1 | 1      |
| Totale    | Totale    | 8 | 8 | 8 | 24     |